# Emae
Emae est une île du Vanuatu, appartenant à l’archipel des îles Shepherd. La population d’Emae, tout comme la langue du même nom, est d’origine polynésienne.
Le mont Lasi ou Maunga Lasi est le point le plus haut de l’archipel, et culmine à 644 m. C’est la partie émergée du volcan Makura. L’île s’étend sur 10 km de long et 5 km de large, sur une surface de 32 km2.
L’île héberge une population d’environ 743 habitants avec une croissance démographique de 3,1 % par an. L’activité économique principale est une agriculture de subsistance. Le produit intérieur brut de l’île est de 475 $ par habitant.
Contrairement aux îles environnantes peuplées de Mélanésiens, Emae est une île de culture polynésienne. La langue utilisée, appelée aussi emae, fait partie du groupe de langues du futunien. 
L’île a un aéroport : Siwo (code AITA : EAE). Le récif de Cook à proximité est un site de plongée réputé. 
La plupart des habitants de l’île habitent à Port-Vila.[pas clair] Le couronnement de quatre chefs en 2004 y a eu lieu, et plusieurs chefs tribaux y habitent.